# 马尔杜克·扎基尔·舒米
马尔杜克·扎基尔·舒米（公元前703年在位）（英語：Marduk-zakir-shumi II）巴比伦的国王之一。出生于巴比伦的一个贵族家庭，承袭辛那赫里布之位。在位仅数月即被人所推翻。由迦勒底人的贵族首领麦若达赫·巴拉丹二世继任君位。